# Lebeke
Lebeke est un hameau de la section Outer dans la ville belge de Ninove dans le Denderstreek située dans la province de Flandre-Orientale en Région flamande.